# Tuyến Sinansan
Tuyến Sinansan (Tiếng Hàn: 수도권 전철 신안산선 Sudogwon jeoncheol Sinansan Seon, Hanja: 首都圈 電鐵 新安山線) là tuyến đường sắt đô thị kết nối Ga Yeouido ở Yeongdeungpo-gu, Seoul đến Ga Tòa thị chính Siheung ở Siheung-si, Ga Đại học Hanyang và Ga Wonsi ở Ansan-si.

## Thông tin tuyến đường
- Tên tuyến đường: Tuyến Sinansan
- Số tuyến: Chưa xác định
- Khoảng cách tuyến đường: 49,3 km
- Tổ chức điều hành: Chưa xác định
- Khổ: 1.435mm (Khổ tiêu chuẩn)
- Cách di chuyển: Giao thông bên trái
- Số ga: 15
- Thiết bị bảo mật: TBC
- Phương tiện vận hành: Chưa xác định
- Cơ sở phương tiện: Depot Songsan (đang xây dựng)

## Bản đồ tuyến
|  |  |  |  |  |  |  |

|  |  |  |  |  |  |  |

|  |  |  |  |  |  |  |

|  |  |  |  |  |  |  |

|  |  |  |  |  |  |  |  |  |

|  |  |  |  |  |  |  |

|  |  |  |  |  |

|  |  |  |  |  |  |  |

|  |  |  |  |  |

|  |  |  |  |  |

|  |  |  |  |  |

|  |  |  |  |  |  |  |  |  |

|  |  |  |  |  |

|  |  |  |  |  |

|  |  |  |  |  |

|  |  |  |  |  |

|  |  |  |  |  |

|  |  |  |  |  |

|  |  |  |  |  |

|  |  |  |  |  |

|  |  |  |  |  |

|  |  |  |  |  |

|  |  |  |  |  |

|  |  |  |  |  |

|  |  |  |  |  |

|  |  |  |  |  |

|  |  |  |  |  |

|  |  |  |  |  |

|  |  |  |  |  |

|  |  |  |  |  |

|  |  |  |  |  |

|  |  |  |  |  |

|  |  |  |  |  |

|  |  |  |  |  |

|  |  |  |  |  |

|  |  |  |  |  |

|  |  |  |  |  |

|  |  |  |  |  |

|  |  |  |  |  |

|  |  |  |  |  |

|  |  |  |  |  |

|  |  |  |  |  |  |  |

|  |  |  |  |  |  |  |

|  |  |  |  |  |  |  |

|  |  |  |  |  |  |  |

|  |  |  |  |  |  |  |  |  |

|  |  |  |  |  |  |  |

|  |  |  |  |  |

|  |  |  |  |  |  |  |

|  |  |  |  |  |

|  |  |  |  |  |

|  |  |  |  |  |

|  |  |  |  |  |  |  |  |  |

|  |  |  |  |  |

|  |  |  |  |  |

|  |  |  |  |  |

|  |  |  |  |  |

|  |  |  |  |  |

|  |  |  |  |  |

|  |  |  |  |  |

|  |  |  |  |  |

|  |  |  |  |  |

|  |  |  |  |  |

|  |  |  |  |  |

|  |  |  |  |  |

|  |  |  |  |  |

|  |  |  |  |  |

|  |  |  |  |  |

|  |  |  |  |  |

|  |  |  |  |  |

|  |  |  |  |  |

|  |  |  |  |  |

|  |  |  |  |  |

|  |  |  |  |  |

|  |  |  |  |  |

|  |  |  |  |  |

|  |  |  |  |  |

|  |  |  |  |  |

|  |  |  |  |  |

|  |  |  |  |  |

|  |  |  |  |  |

|  |  |  |  |  |

## Ga
Tên ga theo bản đồ lộ trình của Cơ quan Đường sắt Quốc gia,và có thể được mở rộng hoặc thay đổi trong tương lai.

### Tuyến chính đoạn 1

#### Giai đoạn 1
- Đoạn đầu tiên giữa Ansan-si ~ Yeouido dự kiến khai trương vào tháng 4 năm 2025.
- Ga Jangha (mở cửa sau năm 2026) được bổ sung làm ga tương lai. Chi phí xây dựng nhà ga mới sẽ do chính quyền địa phương chịu.
- Các ga dừng tốc hành được biểu thị bằng màu đỏ và các ga tàu tốc hành đi qua biểu thị bằng màu xám.
- Tất cả các ga ngoại trừ ga trung chuyển đều là tên dự kiến.

| Số ga | Tên ga                      | Tên ga             | Tên ga             | Chuyển tuyến                                                 | Tốc hành | Khoảng cách | Tổng khoảng cách | Vị trí      | Vị trí          |
| Số ga | Tiếng Anh                   | Hangul             | Hanja              | Chuyển tuyến                                                 | Tốc hành | Khoảng cách | Tổng khoảng cách | Vị trí      | Vị trí          |
| ----- | --------------------------- | ------------------ | ------------------ | ------------------------------------------------------------ | -------- | ----------- | ---------------- | ----------- | --------------- |
|       | Yeouido                     | 여의도             | 汝矣島             | (526) (915)                                                  | ●        |             | 0.0              | Seoul       | Yeongdeungpo-gu |
|       | Yeongdeungpo                | 영등포             | 永登浦             | (139)                                                        | ●        |             | 1.8              | Seoul       | Yeongdeungpo-gu |
|       | Dorimsageori                | 도림사거리         | 道林사거리         |                                                              | ｜       |             | 3.2              | Seoul       | Yeongdeungpo-gu |
|       | Sinpung                     | 신풍               | 新豊               | (743)                                                        | ●        |             | 4.0              | Seoul       | Yeongdeungpo-gu |
|       | Daerimsamgeori              | 대림삼거리         | 大林삼거리         |                                                              | ｜       |             | 5.2              | Seoul       | Yeongdeungpo-gu |
|       | Phức hợp kỹ thuật số Guro   | 구로디지털단지     | 九老디지털團地     | (232)                                                        | ●        |             | 6.1              | Seoul       | Gwanak-gu       |
|       | Sindoksan                   | 신독산             | 新禿山             |                                                              | ｜       |             | 7.8              | Seoul       | Geumcheon-gu    |
|       | Siheungsageori              | 시흥사거리         | 始興-              |                                                              | ｜       |             | 9.6              | Seoul       | Geumcheon-gu    |
|       | Seoksu                      | 석수               | 石水               | (P145)                                                       | ●        |             | 11.5             | Seoul       | Geumcheon-gu    |
|       | Gwangmyeong                 | 광명               | 光明               | Tuyến Sinansan (Hướng đi Wonsi) (Dự kiến) (P144-1) (Dự kiến) | ●        |             | 14.4             | Gyeonggi-do | Gwangmyeong-si  |
|       | Mokgam                      | 목감               | 牧甘               |                                                              | ｜       |             | 18.8             | Gyeonggi-do | Siheung-si      |
|       | Jangha                      | 장하               | 獐下               |                                                              | ｜       |             |                  | Gyeonggi-do | Ansan-si        |
|       | Seongpo                     | 성포               | 聲浦               |                                                              | ｜       |             | 25.3             | Gyeonggi-do | Ansan-si        |
|       | Jungang                     | 중앙               | 中央               | (451) (K252)                                                 | ●        |             | 27.0             | Gyeonggi-do | Ansan-si        |
|       | Tòa thị chính Ansan         | 안산시청           | 安山市廳           |                                                              | ｜       |             | 28.3             | Gyeonggi-do | Ansan-si        |
|       | Đại học Hanyang Cơ sở ERICA | 한양대에리카캠퍼스 | 漢陽大에리카캠퍼스 |                                                              | ●        |             | 29.7             | Gyeonggi-do | Ansan-si        |

#### Giai đoạn 2
| Số ga | Tên ga    | Tên ga | Tên ga | Chuyển tuyến                                          | Tốc hành | Khoảng cách | Tổng khoảng cách | Vị trí | Vị trí          |
| Số ga | Tiếng Anh | Hangul | Hanja  | Chuyển tuyến                                          | Tốc hành | Khoảng cách | Tổng khoảng cách | Vị trí | Vị trí          |
| ----- | --------- | ------ | ------ | ----------------------------------------------------- | -------- | ----------- | ---------------- | ------ | --------------- |
|       | Ga Seoul  | 서울역 | 서울역 | (133) (426) (P313) (A01) GTX-A (X106) GTX B (Dự kiến) |          |             |                  | Seoul  | Jung-gu         |
|       | Gongdeok  | 공덕   | 孔德   | (529) (626) (K312) (A02)                              |          |             |                  | Seoul  | Mapo-gu         |
|       | Yeouido   | 여의도 | 汝矣島 | (526) (915)                                           |          |             |                  | Seoul  | Yeongdeungpo-gu |

### Tuyến chính đoạn 2 (Đi chung với Tuyến Seohae, Tuyến Gyeonggang)
| Đoạn đi chung    | Số ga | Tên ga                     | Tên ga       | Tên ga       | Chuyển tuyến                                                                       | Tốc hành | Khoảng cách | Tổng khoảng cách | Vị trí      | Vị trí         |
| Đoạn đi chung    | Số ga | Tiếng Anh                  | Hangul       | Hanja        | Chuyển tuyến                                                                       | Tốc hành | Khoảng cách | Tổng khoảng cách | Vị trí      | Vị trí         |
| ---------------- | ----- | -------------------------- | ------------ | ------------ | ---------------------------------------------------------------------------------- | -------- | ----------- | ---------------- | ----------- | -------------- |
| Tuyến Gyeonggang |       | Gwangmyeong                | 광명         | 光明         | Tuyến Sinansan (Hướng đi Đại học Hanyang Cơ sở ERICA) (Dự kiến) (P144-1) (Dự kiến) |          |             | 0.0              | Gyeonggi-do | Gwangmyeong-si |
| Tuyến Gyeonggang |       | Hakon                      | 학온         | 鶴溫         |                                                                                    |          |             | 2.3              | Gyeonggi-do | Gwangmyeong-si |
| Tuyến Gyeonggang |       | Maehwa                     | 매화         | 梅花         |                                                                                    |          |             | 3.9              | Gyeonggi-do | Siheung-si     |
| Tuyến Seohae     |       | Tòa thị chính Siheung      | 시흥시청     | 始興市廳     | (Dự kiến) (S22)                                                                    |          |             | 9.7              | Gyeonggi-do | Siheung-si     |
| Tuyến Seohae     |       | Siheung Neunggok           | 시흥능곡     | 始興陵谷     | (S23)                                                                              |          |             | 11.0             | Gyeonggi-do | Siheung-si     |
| Tuyến Seohae     |       | Dalmi                      | 달미         | 달미         | (S24)                                                                              |          |             | 13.4             | Gyeonggi-do | Ansan-si       |
| Tuyến Seohae     |       | Seonbu                     | 선부         | 仙府         | (S25)                                                                              |          |             | 15.0             | Gyeonggi-do | Ansan-si       |
| Tuyến Seohae     |       | Choji                      | 초지         | 草芝         | (452) (K254) (S26)                                                                 |          |             | 16.7             | Gyeonggi-do | Ansan-si       |
| Tuyến Seohae     |       | Siu                        | 시우         | 時雨         | (S27)                                                                              |          |             | 18.1             | Gyeonggi-do | Ansan-si       |
| Tuyến Seohae     |       | Wonsi                      | 원시         | 元時         | (S28)                                                                              |          |             | 19.6             | Gyeonggi-do | Ansan-si       |
| Tuyến Seohae     |       | Công viên giải trí quốc tế | 국제테마파크 | 國際테마파크 |                                                                                    |          |             | 22.8             | Gyeonggi-do | Hwaseong-si    |
| Tuyến Seohae     |       | Seohwaseongnamyang         | 서화성남양   | 西華城南陽   |                                                                                    |          |             | 25.6             | Gyeonggi-do | Hwaseong-si    |
| Tuyến Seohae     |       | Tòa thị chính Hwaseong     | 화성시청     | 華城市廳     |                                                                                    |          |             | 33.1             | Gyeonggi-do | Hwaseong-si    |
| Tuyến Seohae     |       | Hyangnam                   | 향남         | 鄕南         |                                                                                    |          |             | 44.4             | Gyeonggi-do | Hwaseong-si    |